# Federació de l'Esquerra Nacionalista de les Illes Balears
La Federació de l'Esquerra Nacionalista de les Illes Balears (FENIB) també coneguda com a Federació d'Esquerres Nacionalistes va ser formada el 1989 pel Partit Socialista de Mallorca, el Partit Socialista de Menorca, l'Entesa Nacionalista i Ecologista d'Eivissa i algun grup menor. Es va dissoldre el 1998 i va donar pas a una altra federació, coneguda com a PSM-Entesa Nacionalista.